# Thryophilus
Thryophilus é um gênero da família Troglodytidae encontrado no norte da América do Sul. Cinco espécies são reconhecidas para o gênero:

## Espécies
- Thryophilus pleurostictus Sclater, 1860
- Thryophilus rufalbus Lafresnaye, 1845
- Thryophilus nicefori Meyer de Schauensee, 1946
- Thryophilus sinaloa (Baird, 1864)
- Thryophilus sernai Lara et al., 2012